# Zhengyuan (ort i Kina, Sichuan Sheng, lat 32,40, long 106,33)
Zhengyuan (kinesiska: 正源) är en ort i Kina. Den ligger i provinsen Sichuan, i den sydvästra delen av landet, omkring 290 kilometer nordost om provinshuvudstaden Chengdu. Antalet invånare är 5 879. Befolkningen består av 2 958 kvinnor och 2 921 män. Barn under 15 år utgör 22,0 %, vuxna 15-64 år 67 %, och äldre över 65 år 10,0 %.
Runt Zhengyuan är det ganska tätbefolkat, med 155 invånare per kvadratkilometer. Närmaste större samhälle är Huangyang, 18,7 km söder om Zhengyuan. I omgivningarna runt Zhengyuan växer i huvudsak blandskog.
Genomsnittlig årsnederbörd är 1 312 millimeter. Den regnigaste månaden är juli, med i genomsnitt 346 mm nederbörd, och den torraste är december, med 2 mm nederbörd.